# Parafia Narodzenia Najświętszej Marii Panny w Zielinie
Parafia pw. Narodzenia Najświętszej Marii Panny w Zielinie – parafia rzymskokatolicka, należąca do dekanatu Mieszkowice archidiecezji szczecińsko-kamieńskiej, metropolii szczecińsko-kamieńskiej.

## Historia parafii
Kościół został poświęcony 24 lutego 1946 r. jako świątynia rzymskokatolicka pw. Narodzenia NMP. Zielin należał wówczas do parafii w Mieszkowicach, której proboszczem był ks. Augustyn Nowotarski. Nauka religii do 1952 r. odbywała się w szkole podstawowej, później u państwa Trembeckich i Bukałów. Pierwsze misje św. odbyły się w Zielinie w 1960 r. W 1962 r. przybyła kopia obrazu Matki Boskiej Częstochowskiej. Erygowanie parafii nastąpiło 12.06.1978 r.

## Miejsca święte

### Kościół parafialny
Budowla salowa z ciosów granitowych na rzucie wydłużonego prostokąta, bez chóru, z barokową wieżą z 1704 r. Wyposażenie stanowi  trójkondygnacyjny barokowy ołtarz z 1614 r. rzeźbiony w drewnie, ambona, prospekt organowy, nowy strop modrzewiowy z 1983 r. oraz witraże autorstwa Ireny Kisielewskiej ze Szczecina z 1984 r.

## Duszpasterze

### Proboszczowie
| Lata             | Proboszcz              |
| ---------------- | ---------------------- |
| 1978-88          | ks. Bolesław Dąbrowski |
| 1988–95          | ks. Stanisław Włodek   |
| 1995–2002        | ks. Janusz Zachęcki    |
| 24.06.2002– 2017 | ks. Andrzej Tychoniec  |

## Działalność parafialna

### Wspólnoty parafialne
Przy parafii swoją działalność prowadzą:
- Żywy Różaniec,
- Parafialny Zespół Caritas,
- Grupa Modlitewna Ojca Pio,
- Stowarzyszenie Apostolstwa Matki Bożej Dobrej Śmierci,
- Papieskie Dzieła Misyjne Dzieci.